# 胡澄 (天順進士)
胡澄（1431年—？），字永清，山東東昌府堂邑縣人，明朝政治人物。進士出身。

## 生平
山東鄉試第二十八名。天順四年（1460年）庚辰科會試第一百二名，殿試登進士第三甲第五十七名。

## 家族
曾祖父胡敬先。祖父胡庸。父亲胡福。